# Notation syntaxique de Wirth
 (mai 2016).
La notation syntaxique de Wirth est une métasyntaxe, c'est-à-dire, une manière de décrire des langages formels. Elle est suggérée par Niklaus Wirth en 1977 comme alternative à la Forme de Backus-Naur.